# Macomb (Illinois)
Macomb – miasto w Stanach Zjednoczonych, w stanie Illinois, siedziba administracyjna hrabstwa McDonough.